# Buców
Buców (ukr. Буців) – wieś na Ukrainie w rejonie jaworowskim (do 2020 roku w rejonie mościskim) obwodu lwowskiego.
Wieś starostwa przemyskiego położona była na przełomie XVI i XVII wieku w powiecie przemyskim ziemi przemyskiej województwa ruskiego. 